# Necrofilia
Necrofilia (do grego νεκρός [nekrós], "morto", "cadáver", e φιλία [filía], "amor") é uma parafilia caracterizada pela excitação sexual decorrente da visão ou do contato com um cadáver. O termo foi criado pelo médico belga Joseph Guislain, em 1850. A motivação mais comum para a necrofilia é a posse de um parceiro que não oferece resistência nem rejeição.

## Lendas urbanas
Histórias de mulheres que se infectaram por causa do marido que praticaria necrofilia trabalhando em locais como o Instituto Médico Legal (IML) são lendas urbanas muito comuns na internet. Várias das versões falam que a mulher teria se infectado com uma bactéria que só existe em cadáveres, porém estas bactérias não existem, apesar de haver sim problemas de infecção em casos de necrofilia. Entre as variações da lenda, estão histórias de canibalismo e zoofilia, além dos sintomas mudarem, como a presença de vermes. De acordo com o folclorista David Enemy, a possível origem das lendas seria um conto de 1998 escrito pelo norueguês Øystein Skundberg chamado The Bad Date, onde uma garota encontra vermes que supostamente só existem em cadáveres após ter relações sem proteção com um homem.
Em 2010, houve rumores na ilha de Malta de um caso de necrofilia por um funcionário do Necrotério Mater Dei que teria tido relações sexuais com uma mulher em seguida, e esta teria sido hospitalizada. Porém, de acordo com o jornal The Malta Independent, se trata de uma lenda urbana exportada da Noruega.
Em junho de 2024 a médica Larissa Pereira compartilhou em seu TikTok que uma paciente chegou em seu consultório sentindo muita coceira e exalando mau odor da virilha, e teria sido identificado uma bactéria que só existe em cadáveres. Na investigação, a médica teria descoberto que seu marido praticava necrofilia no IML. O site E-farsas concluiu que não há elementos para comprovar que a história é real e a médica não respondeu os questionamentos do jornal Metrópoles.